# 동묘전역
동묘역(東廟驛), 옛 명칭 동묘전역(東廟前驛)은 지금의 서울특별시 종로구 숭인동에 있던 경성궤도의 역이다. 현재의 서울 도시철도 동묘앞역 3번 출구 남동쪽에 위치하였다.

## 연혁
- 1932년 10월 11일: 동대문-왕십리 간 2.9 km 개통과 함께 영업 개시[1]
- 해방 이후: 동묘전역에서 동묘역으로 개칭
- 1966년 7월경[2]: 운행 중지